# リュウキュウウロコマリ
リュウキュウウロコマリ Lepidagathis inaequalis はキツネノマゴ科の植物の1つ。やや這うように育つ背の低い草で苞が密集した穂状花序に小さな白い花をつける。

## 特徴
横に広がる枝をつける多年生の草本。背丈は10～20cm程度。茎はよく分枝し、直立するか、あるいは基部近くが横に伏して伸び、節から根を下ろす。茎には毛がなく、その断面は方形をしている。葉は対生し、長さ3～6cm、幅1.5～3cmで卵形から狭卵形をしており、先端は突き出してその先端は鈍く尖る形、基部は丸くなっている。葉身の縁は滑らかで、表裏の両面ともに毛がなく、表側は深緑色で光沢があり、裏面はやや色が淡く多少光沢がある。側脈は4～5対あり、葉の縁に近くなるところで急に先端側に曲がっている。葉柄は長さ1～2cmで毛はない。
花は穂状花序につき、花序は通常は茎の先端に単独か3個まで纏まって出る。花序には柄はなく、円筒状の形で花を密集して付け、長さ2～3cm、太さ5～6mm、上向きに伸びる。苞と小苞は披針形をしており長さ4～5mm、先端は尾状に突き出して尖り、はっきりした脈が1，はっきりしないものが3あって、縁は透明になっておらず、先端側の外側に微小な毛と少数の腺毛がある。萼は5つに裂けており、そのうち3つの裂片は大きくて披針形、3本の脈があって腺毛が疎らにあり、他の2個はやや小型で線状披針形で無毛、脈は1本で先端は針状に細く尖っている。花冠は突き出さず、長さは4.5mmで白く、外面には毛がない。基部は筒状になっていて長さ2mm、その先の喉部はやや狭くなっていて内側には逆毛が疎らにあり、先端付近の舷部は2唇形となっており、上唇は楕円形で長さ2mm、先端は丸くなっている。下唇は3つに裂け、それぞれの裂片は長楕円形で長さ2mm。雄しべは4本、花糸はやや粗い毛を疎らに付け、長さは葯とほぼ同じか少し長い。

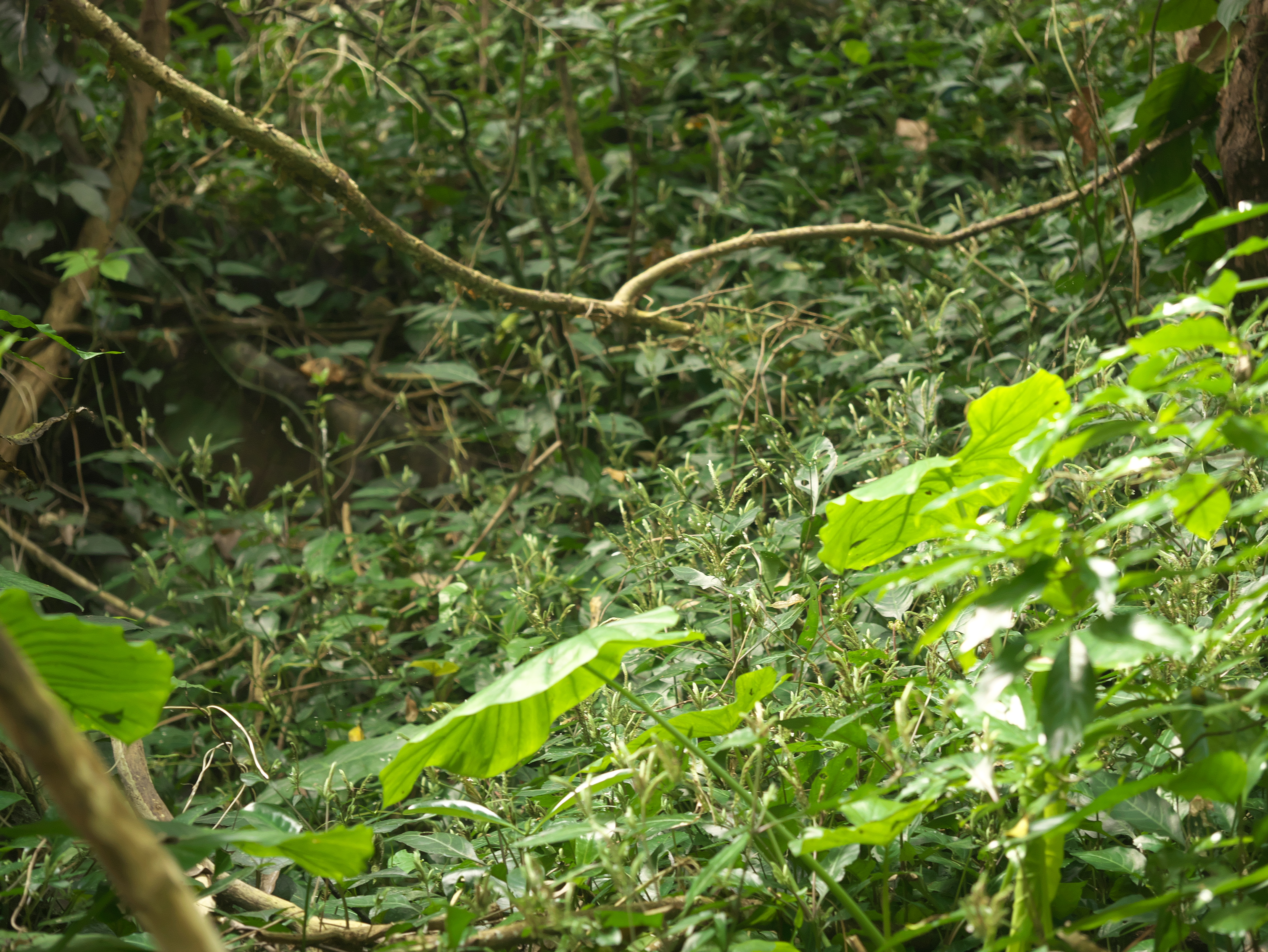
林床に出来た群落
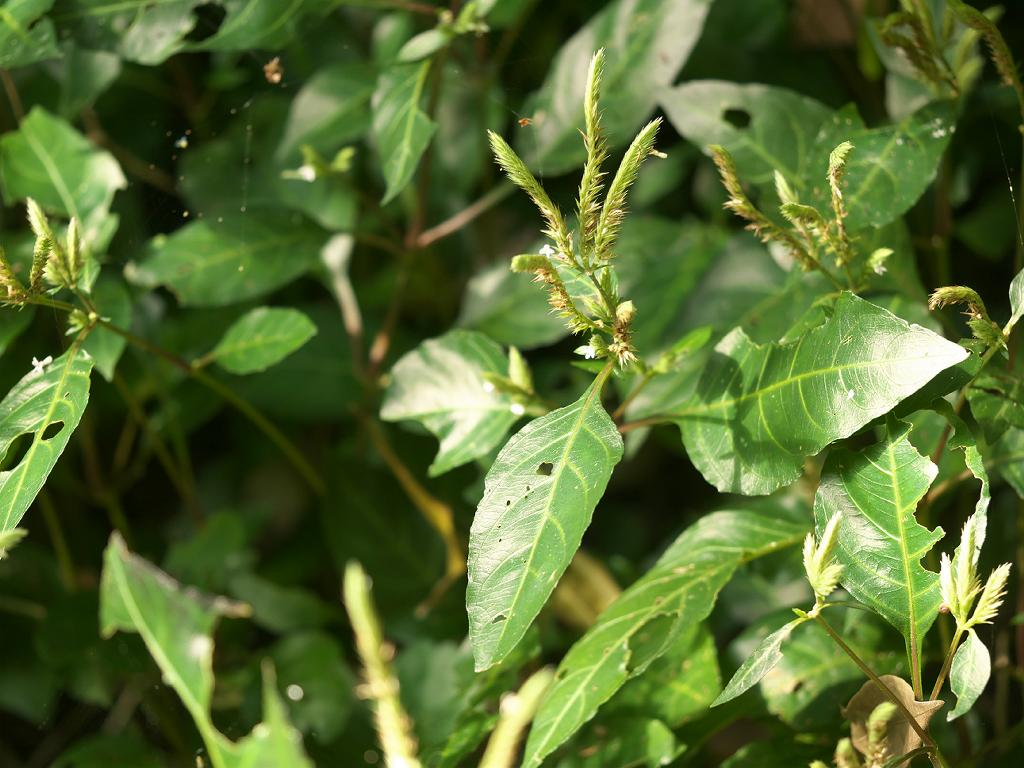
葉の様子など
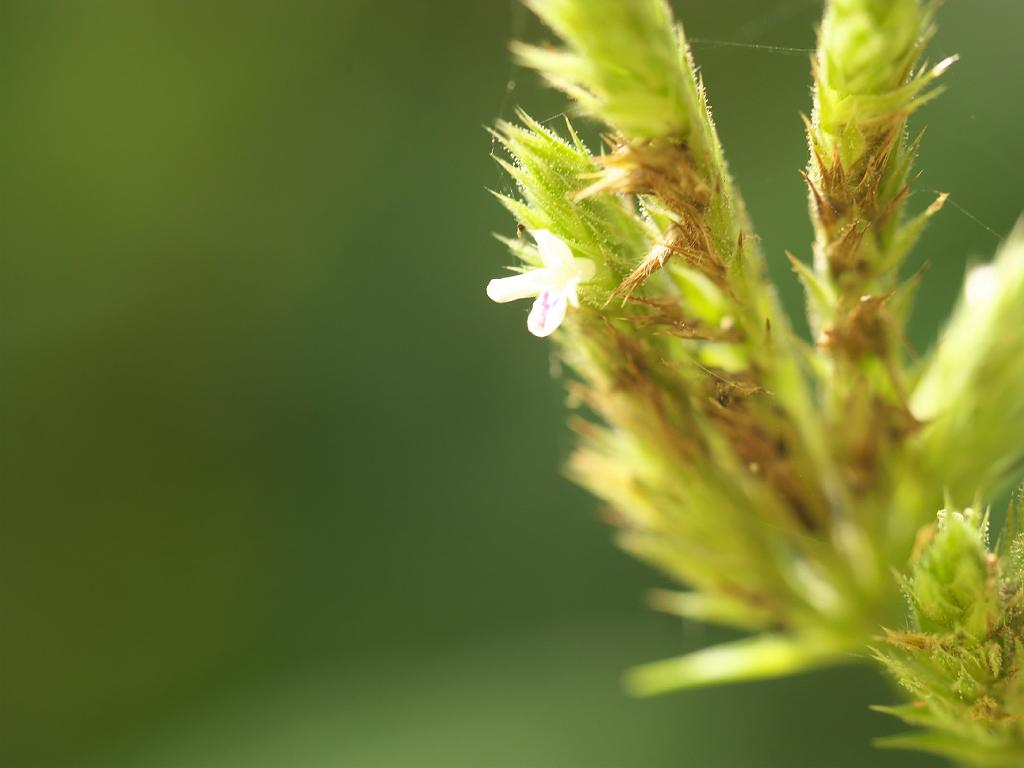
花序の拡大像

## 分布と生育環境
日本では琉球列島のみから知られ、国外では台湾に分布する。初島(1975)は琉球列島内での分布地として沖縄島、宮古島、石垣島、西表島としている。
沖縄県内では低地のサンゴ礁石灰岩地域の森林内に多く見られる。

## 分類・近縁種など
本種の属するウロコマリ属は旧世界の熱帯から亜熱帯にかけて約100種が知られ、日本には以下の2種がある。
- Lepidagathis ウロコマリ属
- L. formosensis ウロコマリ
- L. inaequalis リュウキュウウロコマリ

ウロコマリはほぼ同じ場所、同じ環境で見られる。ただし本種は基部から分枝して這うように伸びて高さ20cm程にしかならないのに対して、この種は直立して高さ30cm以上になる。この種は琉球列島と、それに台湾、フィリピンに知られる。